# Liste der Baudenkmäler in Erlangen/G
Diese Liste ist eine Teilliste der Liste der Baudenkmäler in Erlangen. Grundlage der Liste ist die Bayerische Denkmalliste, die auf Basis des bayerischen Denkmalschutzgesetzes vom 1. Oktober 1973 erstmals erstellt wurde und seither durch das Bayerische Landesamt für Denkmalpflege geführt und aktualisiert wird. Die folgenden Angaben ersetzen nicht die rechtsverbindliche Auskunft der Denkmalschutzbehörde.
Dieser Teil der Liste beschreibt die denkmalgeschützten Objekte in folgenden Straßen:
- Gebbertstraße
- Gerberei
- Glockenstraße
- Glückstraße
- Goethestraße

## Gebbertstraße
| Lage                                             | Objekt                               | Beschreibung | Akten-Nr.               | Bild           |
| ------------------------------------------------ | ------------------------------------ | --- | ----------------------- | -------------- |
| Gebbertstraße 45 (Standort)                      | Wohnhaus                             | Mit Laden in Ecklage, zweigeschossiger Walmdachbau, bezeichnet mit „1927“ | D-5-62-000-942 Wikidata | Wohnhaus       |
| Gebbertstraße 121, Hartmannstraße 121 (Standort) | Röthelheimbad, städtisches Sommerbad | Langgezogener Eingangsbau, bestehend aus Mittelpavillon mit niedrigen Seitenflügeln, am Nordrand der Anlage Sonnenterrasse mit erhaltenem östlichem Pavillon, 1927 von der Stadt Erlangen errichtet; an der Nordwestecke durch Neubau eines Umkleidebaus gestört | D-5-62-000-995 Wikidata | weitere Bilder |

## Gerberei
| Lage                   | Objekt                                                                    | Beschreibung | Akten-Nr.               | Bild           |
| ---------------------- | ------------------------------------------------------------------------- | --- | ----------------------- | -------------- |
| Gerberei 4 (Standort)  | Wohnhaus                                                                  | Zweigeschossiger Walmdachbau, Sandstein, mit rückwärtiger Hochlaube, klassizistisch, 18./19. Jahrhundert                          | D-5-62-000-943 Wikidata | Wohnhaus       |
| Gerberei 17 (Standort) | Ehemaliges Wohnhaus und Werkstätte des Bleistiftspitzerfabrikanten Möbius | Zweigeschossiger, traufständiger Ziegelsteinbau mit Satteldach und Mittelrisalit, 1916/18, Um- und Neubau eines Gebäudes von 1901 | D-5-62-000-944 Wikidata | weitere Bilder |

## Glockenstraße
| Lage                                       | Objekt                  | Beschreibung | Akten-Nr.               | Bild                    |
| ------------------------------------------ | ----------------------- | --- | ----------------------- | ----------------------- |
| Glockenstraße 3, Schiffstraße 3 (Standort) | Bürgerhaus              | zweigeschossiger, L-förmiger Eckbau mit Satteldach, Sandsteinquadererdgeschoss, verputztem Obergeschoss und Zwerchhäusern mit Dreiecksgiebeln, 1724 | D-5-62-000-183 Wikidata | Bürgerhaus              |
| Glockenstraße 8 (Standort)                 | Gasthaus Goldener Hecht | Zweigeschossiger Eckbau, ursprünglich zwei Hausteile, 1699 und 1718 errichtet, Erdgeschoss Sandsteinquader, Giebel zur Schiffstraße, Zwerchhaus     | D-5-62-000-184 Wikidata | Gasthaus Goldener Hecht |

## Glückstraße
| Lage                      | Objekt    | Beschreibung | Akten-Nr.                | Bild      |
| ------------------------- | --------- | --- | ------------------------ | --------- |
| Glückstraße 1 (Standort)  | Mietshaus | Dreigeschossiges Mietwohnhaus mit Mezzanin, Obergeschosse Ziegelstein mit Hausteingliederung, historistisch, 1891 | D-5-62-000-1029 Wikidata | Mietshaus |
| Glückstraße 2 (Standort)  | Mietshaus | Dreigeschossig, Backstein in Neurenaissance, 1892                                                                 | D-5-62-000-185 Wikidata  | Mietshaus |
| Glückstraße 4 (Standort)  | Mietshaus | Dreigeschossig, Backstein in Neurenaissance, 1892                                                                 | D-5-62-000-186 Wikidata  | Mietshaus |
| Glückstraße 10 (Standort) | Villa     | Backsteinbau in Neurenaissance, um 1890                                                                           | D-5-62-000-187 Wikidata  | Villa     |

## Goethestraße
| Lage                       | Objekt                                     | Beschreibung | Akten-Nr.               | Bild                              |
| -------------------------- | ------------------------------------------ | --- | ----------------------- | --------------------------------- |
| Goethestraße 2 (Standort)  | Ehemaliges französisch-reformiertes Spital | Zweigeschossiger Traufseitbau, verputzt, Zwerchhäuser, 1689 | D-5-62-000-190 Wikidata | weitere Bilder                    |
| Goethestraße 5 (Standort)  | Bürgerhaus                                 | Zweigeschossiger Traufseitbau, verputzt, Zwerchhaus, 1706 | D-5-62-000-191 Wikidata | weitere Bilder                    |
| Goethestraße 6 (Standort)  | Bürgerhaus                                 | Zweigeschossiger Traufseitbau, geohrte Türrahmung, verputzt, 1689 | D-5-62-000-192 Wikidata | Bürgerhaus                        |
| Goethestraße 7 (Standort)  | Bürgerhaus                                 | Zweigeschossiger Traufseitbau mit seitlicher, korbbogiger Toreinfahrt, verputzt, Zwerchhaus, 1705/06 | D-5-62-000-193 Wikidata | weitere Bilder                    |
| Goethestraße 8 (Standort)  | Bürgerhaus                                 | zweigeschossiger, verputzter Traufseitbau mit Satteldach, 1689, Obergeschoss 1829 | D-5-62-000-194          | Bürgerhaus                        |
| Goethestraße 9 (Standort)  | Bürgerhaus                                 | Zweigeschossiger Traufseitbau, Erdgeschoss Sandsteinquader, Obergeschoss verputzt, Zwerchhaus, 1707 | D-5-62-000-195 Wikidata | weitere Bilder                    |
| Goethestraße 10 (Standort) | Bürgerhaus                                 | zweigeschossiger, traufseitiger Satteldachbau, verputzt, 1689; historistische Haustüre, um 1900 | D-5-62-000-196          | Bürgerhaus                        |
| Goethestraße 12 (Standort) | Bürgerhaus                                 | Zweigeschossiger Traufseitbau, verputzt, 1689 | D-5-62-000-198 Wikidata | Bürgerhaus                        |
| Goethestraße 14 (Standort) | Bürgerhaus                                 | Zweigeschossiger Traufseitbau, verputzt, zwei Zwerchhäuschen, 1689 | D-5-62-000-199 Wikidata | Bürgerhaus                        |
| Goethestraße 17 (Standort) | Bürgerhaus                                 | Zweigeschossiger Traufseitbau, verputzt, Zwerchhaus und Schleppgauben, 1707 | D-5-62-000-200 Wikidata | Bürgerhaus                        |
| Goethestraße 18 (Standort) | Bürgerhaus                                 | Zweigeschossiger Walmdachbau mit Sandsteingliederung in Ecklage, Zwerchhäuser, verputzt, 1689, Umbau 1843 | D-5-62-000-201 Wikidata | Bürgerhaus                        |
| Goethestraße 19 (Standort) | Bürgerhaus                                 | Zweigeschossiger Traufseitbau, Sandsteinquaderfassade mit profilierten Fensterrahmungen, Zwerchhaus, 1707 (datiert) | D-5-62-000-202 Wikidata | weitere Bilder                    |
| Goethestraße 20 (Standort) | Ehemaliges Gasthaus zur Weintraube         | Zweigeschossiger Walmdachbau in Ecklage, Erdgeschoss Sandsteinquader, 1702, aufgestockt 1709 (datiert) Schmaler Anbau an der Paulistraße, zweigeschossige Sandsteinquaderfassade, Walmdach, 1715 (datiert)                         | D-5-62-000-203 Wikidata | weitere Bilder                    |
| Goethestraße 22 (Standort) | Bürgerhaus                                 | Zweigeschossiger Traufseitbau, verputzt, Zwerchhaus, 1705 | D-5-62-000-205 Wikidata | Bürgerhaus                        |
| Goethestraße 25 (Standort) | Bürgerhaus                                 | Zweigeschossiger Traufseitbau, Erdgeschoss Sandsteinquader, Obergeschoss verputzt, um 1700 | D-5-62-000-207 Wikidata | Bürgerhaus                        |
| Goethestraße 26 (Standort) | Wohnhaus mit Gaststätte                    | Zweigeschossiger Traufseitbau, verputzt, erste Hälfte 19. Jahrhundert | D-5-62-000-208 Wikidata | Wohnhaus mit Gaststätte           |
| Goethestraße 28 (Standort) | Torgewände                                 | Sandstein, Rund- und Segmentbogen, 1704/05 | D-5-62-000-209 Wikidata | Torgewände                        |
| Goethestraße 29 (Standort) | Bürgerhaus                                 | Zweigeschossiger Traufseitbau, Erdgeschoss Sandsteinquader, Obergeschoss verputzt, 1715, schiefergedecktes Mansarddach 19. Jahrhundert                                                                                             | D-5-62-000-210 Wikidata | Bürgerhaus                        |
| Goethestraße 30 (Standort) | Hartnersches Haus                          | An drei Seiten freistehender stattlicher Eckbau zwischen Goethe- und Westlicher Stadtmauerstraße, Kopf zur Helmstraße, zweigeschossig, Sandsteinquader, Mansardwalmdach, nach drei Seiten Zwerchhäuser mit Segmentgiebeln, 1760–66 | D-5-62-000-211 Wikidata | weitere Bilder                    |
| Goethestraße 31 (Standort) | Bürgerhaus                                 | Zweigeschossiger Traufseitbau, Erdgeschoss Sandsteinquader, verputztes Obergeschoss mit Wappenrelief, Zwerchhaus, 1717 | D-5-62-000-212 Wikidata | weitere Bilder                    |
| Goethestraße 32 (Standort) | Bürgerhaus                                 | Zweigeschossiger Traufseitbau, Ladeneinbau im Erdgeschoss, Aufzugserker, 1699 | D-5-62-000-213 Wikidata | weitere Bilder                    |
| Goethestraße 33 (Standort) | Bürgerhaus                                 | Zweigeschossiger Traufseitbau aus Sandsteinquadern, Ladeneinbau im Erdgeschoss, um 1717 | D-5-62-000-214 Wikidata | Bürgerhaus                        |
| Goethestraße 35 (Standort) | Bürgerhaus                                 | Zweigeschossiger Traufseitbau aus Sandsteinquadern, Ladeneinbau im Erdgeschoss, 1800 | D-5-62-000-215 Wikidata | Bürgerhaus                        |
| Goethestraße 36 (Standort) | Bürgerhaus                                 | Zweigeschossiger Traufseitbau aus Sandsteinquadern mit profilierten Tür- und Fenstergewänden, um 1800 | D-5-62-000-216 Wikidata | Bürgerhaus                        |
| Goethestraße 37 (Standort) | Bürgerhaus                                 | Zweigeschossiger Traufseitbau, korbbogige Toreinfahrt, Aufzugerker, verputzt, 1708 | D-5-62-000-217 Wikidata | Bürgerhaus                        |
| Goethestraße 38 (Standort) | Ehemaliger Gasthof zum Markgrafen          | Zweigeschossiger Traufseitbau, Erdgeschoss Sandsteinquader, verputzt, breite Schleppgaube, 1688 | D-5-62-000-218 Wikidata | Ehemaliger Gasthof zum Markgrafen |
| Goethestraße 39 (Standort) | Bürgerhaus                                 | Zweigeschossiger Traufseitbau, verputzt, 1723 | D-5-62-000-219 Wikidata | Bürgerhaus                        |
| Goethestraße 44 (Standort) | Bürgerhaus                                 | Zweigeschossiger Walmdachbau in Ecklage, verputzt, Erdgeschoss mit segmentbogiger Toröffnung und Ladeneinbau, 1706 | D-5-62-000-220 Wikidata | Bürgerhaus                        |
| Goethestraße 48 (Standort) | Bürgerhaus                                 | Zweigeschossiger Traufseitbau, Ladeneinbauten im Erdgeschoss, verputzt, Zwerchhaus, 1708 | D-5-62-000-221 Wikidata | Bürgerhaus                        |
| Goethestraße 54 (Standort) | Bürgerhaus                                 | Dreigeschossiger Traufseitbau aus Sandsteinquadern, Obergeschosse mit kolossaler Pilastergliederung, zwei Obergeschosszimmer mit Stuck, hölzerne Hofgalerie, 1753/54                                                               | D-5-62-000-222 Wikidata | Bürgerhaus                        |
| Goethestraße 56 (Standort) | Bürgerhaus                                 | Dreigeschossiger Eckbau mit segmentbogiger Toröffnung und flachem Walmdach, verputzt, 1708, drittes Geschoss 1858 | D-5-62-000-223 Wikidata | Bürgerhaus                        |
| Goethestraße 62 (Standort) | Bürgerhaus                                 | Zweigeschossiger Traufseitbau, verputzt, frühes 18. Jahrhundert, Mansarddach des 19. Jahrhunderts, im Obergeschoss Stuckdecke um 1730, Erdgeschoss verändert                                                                       | D-5-62-000-224 Wikidata | Bürgerhaus                        |
| Goethestraße 64 (Standort) | Bürgerhaus                                 | Dreigeschossiger Traufseitbau, verputzt, 1725, moderner Ladeneinbau im Erdgeschoss | D-5-62-000-225 Wikidata | Bürgerhaus                        |
| Goethestraße 66 (Standort) | Bürgerhaus                                 | Zweigeschossiger Walmdachbau in Ecklage, verputzt, Zwerchhaus, 1725 | D-5-62-000-226 Wikidata | Bürgerhaus                        |

## Ehemalige Baudenkmäler
In diesem Abschnitt sind Objekte aufgeführt, die früher einmal in der Denkmalliste eingetragen waren, jetzt aber nicht mehr. Objekte, die in anderem Zusammenhang also z. B. als Teil eines Baudenkmals weiter eingetragen sind, sollen hier nicht aufgeführt werden. Aktennummern in diesem Abschnitt sind ehemalige, jetzt nicht mehr gültige Aktennummern.

| Lage                       | Objekt     | Beschreibung                                                 | Akten-Nr.               | Bild           |
| -------------------------- | ---------- | ------------------------------------------------------------ | ----------------------- | -------------- |
| Goethestraße 11 (Standort) | Bürgerhaus | Zweigeschossiger Traufseitbau mit Zwerchhaus, verputzt, 1705 | D-5-62-000-197 Wikidata | weitere Bilder |

## Abgegangene Baudenkmäler
In diesem Abschnitt sind Objekte aufgeführt, die früher einmal in der Denkmalliste eingetragen waren, jetzt aber nicht mehr existieren, z. B. weil sie abgebrochen wurden. Aktennummern in diesem Abschnitt sind ehemalige, jetzt nicht mehr gültige Aktennummern.

| Lage                       | Objekt     | Beschreibung | Akten-Nr.               | Bild           |
| -------------------------- | ---------- | --- | ----------------------- | -------------- |
| Goethestraße 23 (Standort) | Bürgerhaus | Zweigeschossiger Traufseitbau, Sandsteinquader, 1705. Das Gebäude wurde Anfang 2014 größtenteils abgerissen, nachdem es von der Denkmalliste gestrichen worden war. Die Sandsteinfassade sollte zunächst erhalten bleiben, musste aber im Mai 2014 Stein für Stein abgetragen werden. Sie wurde in den Neubau integriert. | D-5-62-000-206 Wikidata | weitere Bilder |